# Bremgarten (district)
Bremgarten is een district van het kanton Aargau. De hoofdplaats is het gelijknamige Bremgarten. Het district omvat 24 gemeenten, heeft een oppervlakte van 117,46 km² en heeft 64.990 inwoners (eind 2005).
Op 1 januari 1983 werd Arni-Islisberg in de gemeenten Arni en Islisberg opgedeeld.

## Gemeenten
| Wapen                      | Naam                       | Inwoners (31 Dec. 2005) | Oppervlakte (km²) |
| -------------------------- | -------------------------- | ----------------------- | ----------------- |
| Arni                       | Arni                       | 1515                    | 3,37              |
| Berikon                    | Berikon                    | 4386                    | 5,38              |
| Bremgarten                 | Bremgarten                 | 6108                    | 8,02              |
| Büttikon                   | Büttikon                   | 753                     | 2,82              |
| Dottikon                   | Dottikon                   | 3065                    | 3,89              |
| Eggenwil                   | Eggenwil                   | 722                     | 2,46              |
| Fischbach-Göslikon         | Fischbach-Göslikon         | 1337                    | 3,07              |
| Hägglingen                 | Hägglingen                 | 2067                    | 7,73              |
| Hermetschwil-Staffeln      | Hermetschwil-Staffeln      | 1100                    | 3,34              |
| Hilfikon                   | Hilfikon                   | 236                     | 1,72              |
| Islisberg                  | Islisberg                  | 485                     | 1,65              |
| Jonen                      | Jonen                      | 1655                    | 5,70              |
| Niederwil                  | Niederwil                  | 2309                    | 6,15              |
| Oberlunkhofen              | Oberlunkhofen              | 1697                    | 3,25              |
| Oberwil-Lieli              | Oberwil-Lieli              | 1951                    | 5,35              |
| Rudolfstetten-Friedlisberg | Rudolfstetten-Friedlisberg | 3853                    | 4,90              |
| Sarmenstorf                | Sarmenstorf                | 2301                    | 8,30              |
| Tägerig                    | Tägerig                    | 1289                    | 3,30              |
| Uezwil                     | Uezwil                     | 365                     | 2,45              |
| Unterlunkhofen             | Unterlunkhofen             | 1250                    | 4,49              |
| Villmergen                 | Villmergen                 | 5295                    | 10,22             |
| Widen                      | Widen                      | 3523                    | 2,62              |
| Wohlen                     | Wohlen                     | 14.065                  | 12,48             |
| Zufikon                    | Zufikon                    | 3663                    | 4,80              |
|                            | Totaal (24)                | 64.990                  | 117,46            |

Aarau · Baden · Bremgarten · Brugg · Kulm · Laufenburg · Lenzburg · Muri · Rheinfelden · Zofingen · Zurzach